# 山ノ神古墳 (石井町)
山ノ神古墳（やまのかみこふん、山の神古墳/山ノ神1号墳/利包古墳<としかねこふん>/利包山古墳）は、徳島県名西郡石井町石井にある古墳。形状は前方後円墳。気延山古墳群（うち山ノ神古墳群）を構成する古墳の1つ。史跡指定はされていない。

## 概要
徳島県北部、吉野川南岸の石井町・徳島市境の気延山（きのべやま）西麓に築造された古墳である。気延山では200基以上の古墳（うち山ノ神古墳群は3基）が分布し、本古墳はその中で最大規模になる。本古墳は1978年（昭和53年）に発見されたのち、1983年（昭和58年）に測量調査が、2014年度（平成26年度）以降に発掘調査が実施されている。
墳形は前方後円形で、墳丘に段築は認められていない。墳丘長は約56メートルを測るが、これは徳島県では第3位の規模になる。円筒埴輪は認められていないが、形象埴輪片や鉄鎌・鉄斧が検出されている。埋葬施設は粘土槨2基で、墳頂部で並んだ状態で設けられている。以上より、築造時期は古墳時代前期の4世紀後半頃と推定され、山ノ神古墳群含む気延山古墳群では最後の前方後円墳に位置づけられる。
なお、1号墳のそばには円墳（直径14メートル）が位置し、築造時期は4世紀末頃と推定される。この円墳の周辺部では徳島県内2例目（全国では約70例）となる筒形銅器が出土しており、畿内王権との関わりの点で注目される。

## 遺跡歴
- 1978年（昭和53年）、古墳として発見[4]
- 1983年（昭和58年）、測量調査（徳島県博物館、1985年に報告書刊行）[2]
- 2014年度（平成26年度）以降、発掘調査（石井町教育委員会）[3][4]。

## 関連文献
（記事執筆に使用していない関連文献）
- 「山ノ神古墳群調査報告」『徳島県博物館紀要 第17集』徳島県博物館、1985年。